# Бляхер, Леонид Яковлевич
Леони́д Я́ковлевич Бля́хер (16 октября 1900, Самара, Самарская губерния, Российская империя — 1987, Москва, СССР) — советский историк науки и эмбриолог. Доктор биологических наук (1935), профессор (1935). Ученик М. М. Завадовского.

## Биография
Родился 16 октября 1900 года в Самаре.
В 1919 году окончил гимназию в Оренбурге с золотой медалью.
В 1920 году поступил во 2-й Московский университет, который окончил в 1925 году. М. М. Завадовский оставил дипломированного специалиста в университете, где Бляхер проработал вплоть до 1928 года.
В 1928 году устроился во 2-й Московский медицинский институт, где проработал затем 20 лет, одновременно с этим с 1942 по 1955 год сотрудничал в Институте экспериментальной биологии АН СССР. С 1955 года до самой смерти работал в Институте истории естествознания и техники (с 1961 по 1976 год заведовал сектором истории биологических наук, с 1976 по 1987 год — научный консультант).
Скончался в 1987 году в Москве. Похоронен в закрытом колумбарий Донском кладбище.

## Научные работы
Основные научные работы посвящены вопросам эмбриогенеза.
- 1971 — Проанализировал историю развития исследований по проблемы наследования приобретённых признаков — историю априорных и эмпирических попыток её решения.

## Сочинения
- Бляхер Л. Я. Курс общей биологии с зоологией и паразитологией, 1944.
- Бляхер Л. Я. История эмбриологии в России. С середины XVII до середины XX века.— М.: Издательство АН СССР, 1955.— 376 с.
- Бляхер Л. Я. Развитие биологии в СССР, 1967.
- Бляхер Л. Я. Проблема наследования приобретённых признаков.— М.: Наука, 1971.— 274 с.
- Бляхер Л. Я. История биологии, кн. 1, 1972.
- Бляхер Л. Я. История биологии, кн. 2, 1975.
- Бляхер Л. Я. Проблемы морфологии животных. Исторические очерки.— М.: Наука, 1976.— 359 с.
- Пангенезис / Бляхер Л. Я. // Отоми — Пластырь. — М. : Советская энциклопедия, 1975. — (Большая советская энциклопедия : [в 30 т.] / гл. ред.  А. М. Прохоров ; 1969—1978, т. 19).

## Членство в обществах
- 1966—87 — Член Международной академии истории науки.